# Legislatura dello stato del Michigan
La Legislatura del Michigan è l’organo legislativo dello stato del Michigan. Essa è organizzata come un corpo bicamerale composto da una camera alta, il Senato, ed una camera bassa, la Camera dei rappresentanti. 
L'Articolo IV della moderna Costituzione del Michigan, adottata nel 1963, definisce il ruolo della legislatura e come debba essere costituita.
I principali obiettivi della legislatura sono approvare nuove leggi e modificare o abrogare quelle esistenti; la legislatura si riunisce nel Campidoglio di Lansing.

## Titoli
I membri del Senato sono chiamati senatori, mentre i membri della Camera dei rappresentanti sono chiamati rappresentanti. Dato che questa nomenclatura riprende la terminologia utilizzata per i membri del Congresso degli Stati Uniti, i cittadini ed i giornalisti si riferiscono ai legislatori come "senatore dello stato" o "rappresentante dello stato" per evitare confusione con le loro controparti federali.

## Senato
Il Senato è la camera alta della legislatura; i suoi membri vengono eletti ogni quattro anni, insieme alle elezioni per il governatore del Michigan. Il Senato consta di 38 membri eletti in distretti uninominali che rappresentano tra 212 400 e 263 500 persone. I distretti legislativi sono tracciati sulla base della popolazione risultante dal censimento federale decennale. I mandati dei senatori hanno inizio a mezzogiorno del 1º gennaio successivo alla loro elezione; la camera del Senato si trova nell'ala sud del Campidoglio.
Secondo la Costituzione del Michigan, il Vice Governatore del Michigan funge da Presidente del Senato, ma può votare solamente per rompere la parità. Il Senato sceglie i suoi altri funzionari e adotta le sue regole e procedure all'inizio di una nuova sessione legislativa.

## Camera dei rappresentanti
La Camera dei rappresentanti è la camera bassa della legislatura; i suoi membri sono eletti ogni due anni, nella stessa occasione in cui vengono eletti i rappresentanti federali al Congresso. La Camera dei rappresentanti consta di 110 membri, eletti in distretti uninominali che rappresentano da 77 000 a 91 000 cittadini. 
I distretti legislativi sono tracciati sulla base della popolazione risultante dal censimento federale decennale. I mandati dei rappresentanti hanno inizio a mezzogiorno del 1º gennaio successivo alla loro elezione. La Camera dei rappresentanti elegge il proprio Speaker e altri funzionari, e adotta le proprie regole e procedure all'inizio di una nuova sessione legislativa.